# حفيظة ايزم
حفيظة ايزم (من مواليد 20 أبريل 1979) هي عداءة متخصصة في الماراثون. مثلت بلادها في دورة الألعاب الأولمبية الصيفية 2004. وهي تقيم في إيطاليا، تنافس بشكل رئيسي في سباقات الطرق، حيث فازت بسباقات الماراثون في باري، تريفيزو ونابولي.

## روابط خارجية
- حفيظة ايزم على موقع الاتحاد الدولي لألعاب القوى (الإنجليزية)
- حفيظة ايزم على موقع رابطة إحصائيات سباق الطريق (الإنجليزية)
- حفيظة ايزم على موقع اللجنة الأولمبية الدولية (الإنجليزية)
- حفيظة ايزم على موقع أوليمبيديا (الإنجليزية)